# Двадцать один год
«Двадцать один год» (англ. Twenty-One) — кинофильм.
Актриса Пэтси Кенсит, исполнив в этом фильме главную роль молодой женщины получила благоприятные отзывы кинокритиков.
Другое название «Двадцать один».

## Сюжет
Фильм представляет собой рассказ или монолог молодой девушки Кати о своём сексуальном опыте. Повествование проходит в уборной комнате, где полуобнажённая главная героиня восседает на биде.

## В ролях
- Пэтси Кенсит — Кэти
- Джек Шеперд[англ.] — Кеннет
- Патрик Райкарт — Джек
- Мэйнард Эзиаши — Бэлди
- Руфус Сьюэлл — Бобби
- Софи Томпсон — Франческа
- Сюзан Вулдридж — Джанет
- Джулиан Фёрт — Майкл
- Роберт Батерст — мистер Меткалф